# Mecodina lenceola
Mecodina lenceola là một loài bướm đêm trong họ Erebidae.